# حالة حب (ألبوم)
حالة حب: هو الألبوم التاسع للمطربة اللبنانية إليسا، تم طرحه رسميا في الأسواق يوم 25 يوليو 2014، وقد حقق نجاح منقطع النظير حيث دخل في الأسبوع الأول من طرحه المرتبة #3 في قائمة (Billboard) العالمية لأكثر الألبومات مبيعاً حول العالم، متقدمًا على أشهر ألبومات العام مثل ألبوم راسين كاري لستروماي. وبقى صامدًا ثلاثة أسابيع في  قائمة بيلبورد لأكثر الألبومات مبيعًا حول العام، حيث احتل في أسبوعه الثاني المرتبة #7، وفي أسبوعه الثالث احتل المرتبة #12. كما تصدّر الألبوم مبيعات متجر آي تيونز الإلكتروني على مستوى العالم العربي.

## الأغاني
ضم الألبوم 12 أغنية باللهجة المصرية وأغنيتين باللهجة اللبنانية، ولاقت أغانيه نجاحا كبيرًا عبر يوتيوب، مثل: (حالة حب - 231 مليون مشاهدة)، (حب كل حياتي - أكثر من 100 مليون)، (يا مرايتي - أكثر من 100 مليون)،(بطلي تحبيه- أكثر من 50 مليون).
| العنوان            | كلمات           | ألحان                    | توزيع           |        |
| ------------------ | --------------- | ------------------------ | --------------- | ------ |
| حالة حب            | نادر عبد الله   | لحن تركي                 | ناصر الأسعد     | ــــــ |
| يا مرايتي          | أحمد ماضي       | زياد برجي                | ناصر الأسعد     | ــــــ |
| حلوة يا بلدي       | مروان سعادة     | برنار لياميس وجيف بارنيل | ناصر الأسعد     | ــــــ |
| انسيه - بطلي تحبيه | أحمد مرزوق      | محمد يحيى                | تميم            | ــــــ |
| قد الأيام          | نادر عبد الله   | محمد يحيى                | وليد شراقي      | ــــــ |
| إنسانة بريئة       | سلامة علي       | محمد يحيى                | أحمد إبراهيم    | ــــــ |
| وجعت قلبي          | بهاء الدين محمد | مدين                     | عمرو عبد الفتاح | ــــــ |
| أنا مجنونة         | أيمن قميحة      | أوسين                    | أوسين           | ــــــ |
| برغم الظروف        | نادر عبد الله   | محمد يحيى                | تامر عاشور      | ــــــ |
| عمر جديد           | أمير طعيمة      | محمد يحيى                | تميم            | ــــــ |
| أنا نفسي           | بهاء الدين محمد | مدين                     | تميم            | ــــــ |
| لو اتقابلنا        | بهاء الدين محمد | مدين                     | تميم            | ــــــ |
| أول مرة            | إسماعيل الحبروك | منير مراد                | ناصر الأسعد     | ــــــ |